# Citrus gracilis
Citrus gracilis, comúnmente conocido como lima de Kakadu, es un arbusto perteneciente al género Citrus, dentro de la familia de las rutáceas. Es endémica del Territorio del Norte de Australia.

## Descripción
La lima de Kakadu es similar a la especie de Nueva Guinea Citrus wintersii pero con frutos mucho más grandes. 
Las hojas son pequeñas y delgadas y la corteza es corchosa. El fruto es globoso, grumoso y de hasta 10 cm de diámetro.

## Distribución y hábitat
Su área de distribución endémica se sitúa en los bosques de sabana de eucaliptos del Territorio del Norte de Australia y crece principalmente en el bioma desértico o de matorrales secos.

## Taxonomía
Citrus gracilis fue descrito por el botánico británico David Mabberley y publicada por primera vez en la revista científica Telopea 7: 340 en 1998.

Etimología
- Citrus: nombre genérico que proviene del latín citrus, que se refiere a los árboles y arbustos que producen frutas cítricas, como limones, naranjas y limas. El término citrus tiene sus raíces en el griego antiguo κίτρον (kítron), que significa 'cítricos' o 'fruto de cítricos'.
- gracilis: epíteto específico que proviene del latín gracilis, que significa 'delgado', 'esbelto' o 'elegante', haciendo referencia a la morfología de la planta.[3]

## Usos
Los indígenas australianos, así como los primeros colonos, han utilizado sus frutos como fuente de alimento. Además, actualmente los podemos encontrar en la cocina australiana moderna formando parte de mermeladas y salsas, aunque como fruto no tiene mucho uso comercial.